# Balhoofd (fotografie)

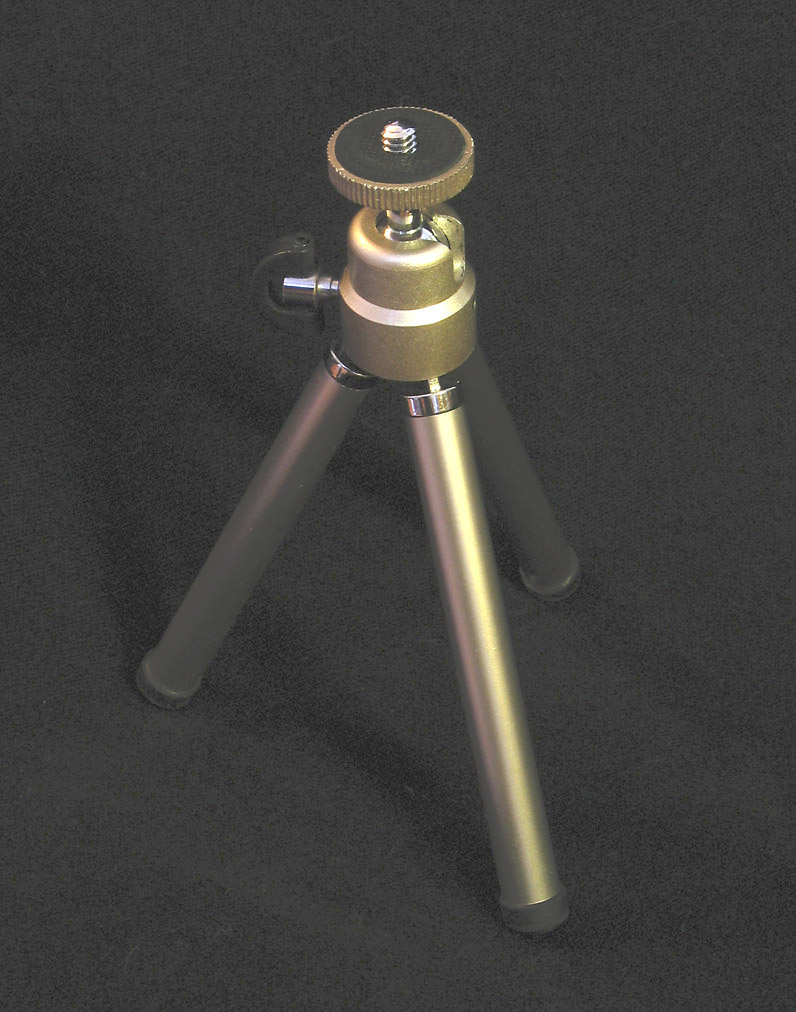
Tafelstatiefje met balhoofd

Een balhoofd is een mechanisme waarop een camera kan worden bevestigd en waarmee de stand van de camera op een statief kan worden veranderd. Een bolvormig metalen deel draait in een houder, die deze bol gedeeltelijk omsluit. In de techniek staat dit soort gewricht bekend als bolscharnier. In de anatomie vindt men hetzelfde principe terug als kogelgewricht (bijvoorbeeld het heupgewricht). De stabiliteit van een balhoofd wordt bepaald door de doorsnede van de bal/kogel.
Door het balhoofd kan de camera op een statief traploos in alle richtingen worden gedraaid en gekanteld. Met een zijdelings bevestigde aandraaischroef kan de bol in een bepaalde positie gefixeerd worden. Dankzij een inkeping in de houder die om de bal heen zit geklemd, kan de camera (in één richting) tevens minimaal 90° gekanteld worden. Afhankelijk van hoe men de camera gedraaid heeft, is dit achterover, voorover of zijwaarts (om van een landschapsaanzicht tot een portretaanzicht te komen).
Een statief wordt meestal inclusief balhoofd geleverd.